# Secret Symphony
Secret Symphony är ett musikalbum av och med Katie Melua, utgivet den 5 mars 2012. Producent är Mike Batt.

## Låtlista[1]
| Nr  | Titel                                     | Kompositör      | Längd |
| --- | ----------------------------------------- | --------------- | ----- |
| 1.  | Gold in them Hills                        | Ron Sexsmith    | 3:31  |
| 2.  | Better Than a Dream                       | Mike Batt       | 3:10  |
| 3.  | The Bit That I Don't Get                  | Batt            | 3:12  |
| 4.  | Moonshine                                 | Francis Healy   | 2:41  |
| 5.  | Forgetting All My Troubles                | Melua           | 3:22  |
| 6.  | All Over the World                        | Françoise Hardy | 2:56  |
| 7.  | Nobody Knows You When You're Down and Out | Jimmy Cox       | 4:33  |
| 8.  | The Cry of the Lone Wolf                  | Melua, Batt     | 3:59  |
| 9.  | Heartstrings                              | Melua, Batt     | 2:53  |
| 10. | The Walls of the World                    | Batt            | 3:25  |
| 11. | Secret Symphony                           | Batt            | 3:51  |

1. ↑  ”Secret Symphony: Katie Melua: Amazon.co.uk: Music”. Amazon.co.uk. http://www.amazon.co.uk/Secret-Symphony-Katie-Melua/dp/B005M61PGA/ref=sr_1_1?ie=UTF8&qid=1329730516&sr=8-1. Läst 4 juni 2012.